# Таос-Пуебло (Нью-Мексико)
Таос-Пуебло (англ. Taos Pueblo) — переписна місцевість (CDP) в США, в окрузі Таос штату Нью-Мексико. Населення — 1196 осіб (2020).

## Географія
Таос-Пуебло розташований за координатами 36°27′56″ пн. ш. 105°33′49″ зх. д. / 36.46556° пн. ш. 105.56361° зх. д. (36.465560, -105.563481).  За даними Бюро перепису населення США в 2010 році переписна місцевість мала площу 40,39 км², уся площа — суходіл.

## Демографія
Згідно з переписом 2010 року, у переписній місцевості мешкало 1135 осіб у 418 домогосподарствах у складі 291 родини. Густота населення становила 28 осіб/км².  Було 484 помешкання (12/км²).
Расовий склад населення:
| - 93,0 % — корінних американців - 4,1 % — білих - 0,1 % — чорних або афроамериканців - 1,1 % — осіб інших рас |

До двох чи більше рас належало 1,7 %. Частка іспаномовних становила 5,6 % від усіх жителів.
За віковим діапазоном населення розподілялося таким чином: 23,0 % — особи молодші 18 років, 61,6 % — особи у віці 18—64 років, 15,4 % — особи у віці 65 років та старші. Медіана віку мешканця становила 42,3 року. На 100 осіб жіночої статі у переписній місцевості припадало 102,7 чоловіків;  на 100 жінок у віці від 18 років та старших — 100,9 чоловіків також старших 18 років.
Середній дохід на одне домашнє господарство  становив 42 765 доларів США (медіана — 29 716), а середній дохід на одну сім'ю — 50 911 долар (медіана — 43 359). Медіана доходів становила 34 583 долари для чоловіків та 30 536 доларів для жінок. За межею бідності перебувало 21,2 % осіб, у тому числі 43,6 % дітей у віці до 18 років та 4,1 % осіб у віці 65 років та старших.
Цивільне працевлаштоване населення становило 502 особи. Основні галузі зайнятості: освіта, охорона здоров'я та соціальна допомога — 27,3 %, мистецтво, розваги та відпочинок — 20,9 %, публічна адміністрація — 20,5 %.